# 第二次クレミンナの戦い
第二次クレミンナの戦い（だいにじクレミンナのたたかい、英: Second Battle of Kreminna）は、ウクライナのルハーンシク州セヴェロドネツィク地区クレミンナにおいて2022年10月2日から進行中の戦闘である。クレミンナはロシア軍のドンバス攻勢で陥落しており、ウクライナ軍がリマンを奪還した2日後にクレミンナをめぐる2度目の戦闘が勃発した。

## 戦闘経過
9月27日から28日の夜、ウクライナ軍がドロニフカでドネツ川を渡り、ドネツ川森林公園を急襲して、重要なクレミンナ-トルスケ間の道路の遮断に成功した。
10月2日、ウクライナ軍はクレミンナのロシア軍を激しく爆撃し、同時にクレミンナとスヴァトヴェを結ぶ高速道路を進軍し、北と西から攻撃した。翌日にはチェルボノポピフカとピシュチャネ付近まで進軍したとされる（ともにルハーンシク州にあり、高速道路沿いでクレミンナから5キロメートル以内にある）。ロシアの情報筋はウクライナ軍の進軍を大きな懸念とともに考察し、ウクライナ軍がルハーンシク州境まで進軍し、リマンから東に30キロメートルのところにあるクレミンナを攻撃するだろうと主張した。ロシア軍はリマンから撤退しクレミンナで再編成され、ロシアの情報筋はクレミンナで新たな戦線が敷かれたと主張している。
ウクライナ軍が反攻を進める中でクレミンナにも肉薄。同年12月には、ロシア軍も大量の予備兵と装備をクレミンナをめぐる戦線に投入、激しい戦いが繰り広げられた。
12月28日、ルハンスク州のハイダイ知事はクレミンナの戦況に触れ、市内にあったロシア軍司令部が移動し、市内のロシアの民間人全員が退去したと報告した。
12月2日には、ウクライナ軍はクレミンナから北に10kmほど離れているチェルボノポピフカを奪還した。これにより、ロシア国内のベルゴロドからドネツク州に至るまでの補給路のひとつの遮断に成功した。
2023年1月2日、イギリス国防省は数日間の間、重要な補給路である66号線幹線道路の支配権をめぐる攻防が行われたと報告した。
2月4日前後には、ロシア軍による「東部攻勢とされるもの」が開始されたが、OSINTのJ.like JJがTwitter上にて、ウクライナ軍がチェルボノポピフカに留まっていると報告している。
2月27日には、戦争研究所が、ロシア軍はチェルボノポピフカ付近でウクライナ軍を押し出したと報告した。
3月7日には、Twitter上にて、Ukrine Weapons Trackerが、チェルボノポピフカ近郊でロシアのT-80BV戦車がウクライナの砲撃により破壊されたと映像付きで報告した。また同日には、OSINTのWarMonitorが、Twitter上にて、ウクライナの第25独立空挺旅団がチェルボノポピフカにてロシア軍の戦車5両を撃破したと報告した。
3月8日には、ルハーンシク州知事のセルヒイ・ハイダイが、ロシア軍がチェルボノポピフカから撤退したと報告した。
3月9日、ルハーンシク州知事セルヒ・ハイダイは、チェルボノポピフカで戦闘が継続中であり、ウクライナ兵士が一部地点から撤退せざるを得ず、占領の帰趨についてはまだ話すべきではないと語った。
3月17日、戦争研究所が、ロシア情報筋の主張として、時期は不明ながらチェルボノポピフカ付近のウクライナ軍の地上攻撃は不成功に終わり戦力を蓄積中とする記述を載せた。
7月10日、戦争研究所は、トルスケ（クレミンナの西14km）でロシア軍が成功を収めたというロシア人軍事ブロガーの主張を載せたが、12日には位置情報からロシア軍はトルスケに陣地を保持せず（トルスケのウクライナ陣地をロシア軍が突破したという一部ロシア人軍事ブロガーの主張があった）、その成功は限定的だったと指摘した。またクレミンナ付近ではウクライナ軍とロシア軍は小競り合いを続けていると伝えた。
9月26日、戦争研究所は地図情報を更新し、位置情報映像からロシア軍がクレミンナの西へ前進したと報告した。
12月6日、戦争研究所は、ロシア軍がウクライナ軍を破りテルニーとヤンポロフカ方面へ進んだというロシア人軍事ブロガーの主張を載せた。一方、位置情報映像からは、12月2日にウクライナ軍がディブロバ（クレミンナ南西7km）の西へ進んだことを報告している。
12月24日、戦争研究所は、ロシア軍がテルニー東の森林地帯へ前進したことを位置情報映像から確認したと報告した。ロシア人軍事ブロガーはテルニーから4m未満まで進んだと主張したが、戦争研究所は映像から4m以上離れているとしてを否定した。
12月30日、戦争研究所は、ロシア軍がテルニーの東と、ディブロバの南西で前進したという12月26日のロシア側情報と、ディブロバの西でロシア軍が前進したという29日付位置情報映像の情報を報告した。。2024年1月4日には、ロシア軍がテルニーの東でさらに前進したことを戦争研究所が確認した。